# 김동희 (1999년)
김동희(金東希, 1999년 6월 13일 ~ )는 대한민국의 배우이다.

## 학력
- 이목중학교 (졸업)
- 안양예술고등학교 (졸업)
- 가천대학교 연기예술학과 (제적)

## 출연 작품

### 드라마
- 2018년 네이버 tvcast 《에이틴》 - 하민 역
- 2018년 JTBC 금토드라마 《SKY 캐슬》 - 차서준 역
- 2019년 네이버 tvcast 《에이틴 시즌2》 - 하민 역
- 2020년 JTBC 금토드라마 《이태원 클라쓰》 - 장근수 역
- 2020년 넷플릭스 《인간수업》 - 오지수 역

## 영화
- 2023년 《유령》 - 이백호 역

## 수상
- 2019 올해의 브랜드 대상 〈올해의 남자배우 라이징스타〉

## 논란
- 학교폭력

배우 김동희가 학교 폭력(학폭) 가해 의혹을 한 차례 부인했지만 추가 폭로가 나왔다. A씨는 "나는 초등학교 동창이다. 파장초에서 3년 동안 장애인 친구 도우미를 도맡았다. 피해 장본인으로써 힘을 보태고 싶어서 글을 남긴다. 김동희 어머니께서 저희 어머니에게 죄송하다고 통화를 하였지만, 학교 복도에서 전교생이 보는데 목이 졸린 채로 주먹질을 당하고 살해 협박도 당하였던 그 순간이 아직도 기억에 난다. 그 날 하루종일 공황상태로 집에 갔던 것이 기억나고 학교폭력위원회가 열리지 않고 당사자끼리 사과만 하고 넘어가자는 분위기가 컸다. 나는 거짓이라면 어머니가 왜 전화하셨는지 이해가 안된다." 라며 입장을 밝혔다. 이에 대하여서 앤피오엔터테인먼트는 "온라인상에 유포되고 있는 관련 게시글은 2018년 처음 게재됐고, 확인결과 학교폭력과 관련된 일이 없었다고 확인하였다. 해당 사안에 법적조치를 진행할 예정이고, 부당하게 피해받지 않도록 최선을 다할 것"이라고 밝혔다. 